# A.N.I.M.A.L.
A.N.I.M.A.L., acronyme de Acosados Nuestros Indios Murieron Al Luchar, parfois typographié AxNxIxMxAxL, est un groupe argentin de metal alternatif, originaire de Buenos Aires.
Le style musical du groupe mêle thrash metal, groove metal et nu metal, et la plupart de leurs paroles parlent de minorités indigènes ; comme en témoignent des titres de chansons comme Sólo por ser indios (« Seul indien »), Guerra de razas (« Guerre des races »), Poder latino (« Latin Power ») et Raza castigada (« race soumise »).
Le groupe se popularise au début des années 1990 et tourne dans plusieurs pays d'Amérique latine, aux États-Unis, et en Europe, et joue avec un grand nom de groupes[pas clair] tels que Pantera, Biohazard, Bad Religion, Ratos de Porão, Suicidal Tendencies, Sepultura, Soulfly, Megadeth, et Slipknot.

## Biographie

### Débuts (1992–1995)
Le groupe est initialement formé sous le nom d'Animal avec Andrés Gimenez (ex-Beso Negro - chant et guitare), Roberto « El Polaco » Zelasek (ex-Violadores - basse) et Anibal Alo (batterie) ; cependant, après le départ de Zelasek, ils changent de nom pour A.N.I.M.A.L afin d'éviter toute poursuite pénale (Animal est enregistré sous le nom de Zelasek). En 1993, Gimenez recrute un nouveau bassiste, Marcelo « Corvata » Corvalán, puis enregistrent leur premier album, éponyme, qui, contrairement à leurs futurs opus, comprend des éléments de heavy metal traditionnel (dans la veine d'AC/DC) et quelques éléments de grunge. À cette période, le groupe joue pour Biohazard et Bad Religion à l'arène Obras Sanitarias de Buenos Aires, puis avec Pantera au même endroits.
Pendant la même année, le batteur Anibal Alo quitte également le groupe pour être remplacé par Javier Dorado, qui part pour former le groupe Mate Cosido (avec Lito Pared, ancien membre de Beso Negro avec Gimenez), puis en 1994, Martin Carrizo vient dans le groupe pour enregistrer Fin de un mundo enfermo, qui représente un changement drastique de leur style musical qui s'oriente désormais groove et thrash metal dans la veine de Pantera, Prong, Sepultura et Biohazard.

### Popularité (1996–2000)
En 1996, le groupe s'envole pour Los Angeles, en Californie et enregistre El nuevo camino del hombre, un album plus heavy et mélodique, et moins thrash, qui comprend notamment la chanson Chalito. En soutien à l'album, le groupe joue avec Obras Sanitarias pour la seule et unique fois, et avec Sepultura à leur tournée Roots. En 1997, Martín Carrizo quitte le groupe pendant l'enregistrement d'un album. Ils recrutent alors Andrés « El Niño » Vilanova comme batteur, puis Jimmy DeGrasso comme batteur invité sur Poder latino, qui est produit par Max Cavalera, et considéré comme leur album le mieux vendu. Sur l'album, le groupe s'inspire notamment de Korn, Coal Chamber, Soulfly et la scène nu metal. L'album fait participer Robert Trujillo de Metallica, Christian Olde Wolbers de Fear Factory, et Leon Gieco et Chango Farias Gomez. Il comprend trois reprises : Cop Killer de Body Count, Fuerza para aguantar de The Ramones, et Cinco siglos igual de Leon Gieco. À cette période, le groupe tourne en Amérique latine et joue au Buenos Aires Vivo devant 35 000 spectateurs, au Velodromo de Buenos Aires devant 15 000 spectateurs, puis termine avec Parque Sarmiento devant 7 000 spectateurs.
En 1999, le groupe revient au Indigo Ranch de Los Angeles pour enregistrer Usa toda tu fuerza, produit par Richard Kaplan et Chuck Johnson, et s'ancre plus profondément dans le nu metal. L'album enregistre une version spanglish de Highway to Hell d'AC/DC avec Lemmy Kilmister de Motörhead. En 2000, le groupe tourne aux États-Unis participant au Warped Tour avec notamment Green Day, No Doubt, NOFX, Papa Roach, et Millencolin. Ils tournent aussi en Europe, puis reviennent en Argentine pour une tournée nationale.

### Dernières années et séparation (2000–2006)
À la fin de 2000, le bassiste Corvalán et Vilanova quittent le groupe (puis forment Carajo), mais le groupe est rejoint par le bassiste Cristian « Titi » Lapolla (ex-Raptor et Simbiosis) et le batteur Marcelo Castro (ex-Ritual) pour l'enregistrement de l'album Animal 6, le plus brutal en date. Dès lors, le groupe change plusieurs fois de formation, avec le départ de Cristian Lapolla en 2002 et son remplacement temporaire par Hernan Cotelo (ex-Mate Cosido et V1R7u4L) avant de revenir plus tard la même année, Marcelo Castro quittant le groupe en 2003 pour être remplacé par Javier Dorado (ex-Mate Cosido et O'Connor), et avec le retour Martín Carrizo (depuis la séparation de Pr3ssion). Puis à la fin de 2003, le groupe entre en studio pour l'enregistrement de l'album Combativo, publié en 2004.
En 2005, ils jouent pour Slipknot les 29 et 30 septembre au Obras Sanitarias, puis le 9 octobre au Pepsi Music 2005 (avec Megadeth). En 2006, le groupe annonce sa séparation ; cela mène Martín Carrizo (batteur) à quitter le groupe, et Andrés Giménez à former un nouveau groupe appelé D-mente. Titi Lapolla et Martín Carrizo font partie du Power of Soul.

### Retour (depuis 2015)
En mars 2015, le groupe annonce son retour avec la même formation que pendant l'album Animal 6 en 2001, et joue deux concerts le 29 et 31 mars au Vorterix de Buenos Aires. Le 6 mars, le groupe enregistre son premier coffret DVD live annoncé comme CD. Ils jouent aussi à la Sala Razzmatazz 3 de Barcelone, en Espagne,. En 2017, le groupe est annoncé au MUPA Festival Rocks Panama.

## Membres

### Membres actuels
- Andrés Giménez – chant, guitare (1992–2006, depuis 2015)
- Cristian « Titi » Lapolla – basse, chœurs (2000–2002, 2002-2006, depuis 2015)
- Marcelo Castro – batterie (2000–2003, depuis 2015)

### Anciens membres
- Marcelo « Corvata » Corvalán – basse, chant (1992–2000)
- Hernan Cotelo – basse (2002)
- Roberto « El Polaco » Zelasek - basse (1992)
- Aníbal Alo – batterie (1992–1993)
- Javier Dorado – batterie (1993, 2003)
- Martín Carrizo – batterie, programmation (1994–1998, 2004–2006)
- Andrés Vilanova – batterie (1998–1999)
- Claudio Cardacci – batterie (1993)

## Discographie

### Albums studio
- 1993 : A.N.I.M.A.L.
- 1994 : Fin de un mundo enfermo
- 1996 : El Nuevo camino del hombre
- 1998 : Poder latino
- 1999 : Usa toda tu fuerza
- 2001 : Animal 6
- 2004 : Combativo
- 2016 : Vivo en red house